# Giant set-metoden
Giant set-metoden är en träningsmetod som även finns i varianterna superset- och triset-metoderna. Då giant set-metoden används så skall fyra eller fler övningar väljas från samma muskelgrupp, men i olika vinklar, eller från helt olika muskelgrupper. Att välja ut muskelgrupper med dess antagonister fungerar utmärkt i denna metod. Denna metods hela princip bygger på att inte vila mellan varje set utan gå över på nästa övning omedelbart. Giant set och triset är mycket krävande metoder.  Triset-metoden är ganska lika men då handlar det om bara tre övningar.

## Superset
Om man till exempel väljer de två överarmsövningarna, exempelvis skivstångscurl och liggande tricepspress, och använder dem i superset-metoden så blir upplägget följande: man utför så många reps skivstångscurl som är möjligt och byter sedan till liggande tricepspress utan att alls vila. Detta upprepas tre till fem gånger, först därefter följt av vila. Om just dessa övningar används så blir detta ett superset i kombination med antagonistmetoden, men används andra så förblir det endast ett superset.